# 雪松廠 (亞利桑那州)
錫達米爾（英語：Cedar Mill）是位於美國亞利桑那州亞瓦派縣的一個非建制地區。該地的面積和人口皆未知。

## 地理
錫達米爾的座標為34°28′19″N 111°59′48″W / 34.47194°N 111.99667°W，而該地的平均海拔高度為1392米（即4567英尺）。